# جون باول جاكسون
جون باول جاكسون (بالإنجليزية: John Paul Jackson)‏ هو كاتب أمريكي، ولد في 30 يوليو 1950، وتوفي في 18 فبراير 2015.